# Gençay
Gençay is een gemeente in het Franse departement Vienne (regio Nouvelle-Aquitaine) en telt 1601 inwoners (1999). De plaats maakt deel uit van het arrondissement Montmorillon.

## Geografie
De oppervlakte van Gençay bedraagt 4,7 km², de bevolkingsdichtheid is 340,6 inwoners per km².
De onderstaande kaart toont de ligging van Gençay met de belangrijkste infrastructuur en aangrenzende gemeenten.

## Demografie
Onderstaande figuur toont het verloop van het inwonertal (bron: INSEE-tellingen).